# オスカー・ビーダー

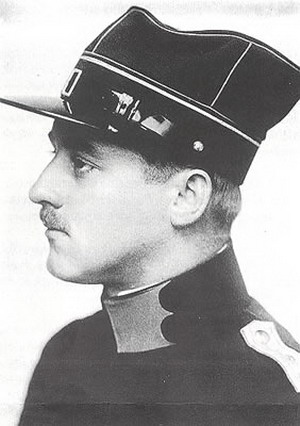
オスカー・ビーダー

オスカー・ビーダー（Oskar Bider、1891年7月12日 -  1919年7月7日）はスイスの航空のパイオニアである。
バーゼル＝ラント準州ランゲンブルックに生まれた。商人の息子であったが、父親の職業を嫌い、農業学校に進み、いくつかの農場で働いた。アルゼンチンに移住し1年ほどをガウチョとして働いた。1912年にヨーロッパに戻り、ポーのブレリオの飛行学校に入学し、パイロットの免許を得た。その1月後にブレリオ XIでポーからピレネー山脈を越え、マドリードまでの飛行をして有名になり、1913年にスイスに戻る飛行した時には英雄として迎えられた。
1913年に3年前にホルヘ・チャベスが挑戦して着陸に失敗して死亡したアルプス越えの飛行に挑戦を行った。70馬力の航空機を高空の気圧に合わせて調整し、燃料を減らして必要な高度に達すること確認した。1913年7月13日にベルンを出発し、ユングフラウヨッホを越えるのに必要な高度3,600mまで2時間あまりをかけて上昇し、ユングフラウヨッホの100あまり上空を越えてミラノまでの飛行に成功した。ミラノで13日間、天候の回復するのを待って、ルコマーニョ峠とクリュツリ峠を通ってベルンに帰還し、アルプスを越えて往復することに成功した最初のパイロットとなった。
1913年の12月にはパリからベルンまでを無着陸で4時間20分で飛び、速度記録を作った。
第一次世界大戦中は新たに設立した航空部隊のチーフパイロットを務めた。戦後は民間航空に戻り、同乗者を乗せてスイス一周飛行などを行った。1919年7月7日、墜落し死亡し、6年半の航空キャリアを終えた。ベルンにビーダーの記念碑が作られた。

## 参考資料
- Peter Supf: Bider, Oskar. In: Neue Deutsche Biographie (NDB). Band 2, Duncker & Humblot, Berlin 1955, S. 218.
- Heimatgeschichtliches Lesebuch von Basel, Lehrmittelverlag des Kantons Basel-Stadt, 1966, Seiten 250-251
- Unser Kanton, Verlag des Kantons Basel-Landschaft, 1993, Seiten 255-257
- Oskar Bider 1891-1919: Ein Leben für die Aviatik; Büchlein von Heidi + Eugen Schwarz (vergriffen) herausgegeben 1991